# Distribució de Boltzmann
|  | No s'ha de confondre amb Estadística de Maxwell-Boltzmann o Distribució de Maxwell-Boltzmann. |

La distribució de Boltzmann és una distribució de probabilitat de les velocitats d'un gas associada a l'estadística de Maxwell-Boltzmann per a aquest sistema.
Tècnicament el terme «distribució de Boltzman» es reserva per a la funció de probabilitat de l'energia de les partícules, mentre que el terme «distribució de Maxwell-Boltzmann» es reserva per a la distribució de probabilitat de la velocitat de les partícules (òbviament hi ha una relació matemàtica fixa entre ambdues).

## Distribució de Boltzman

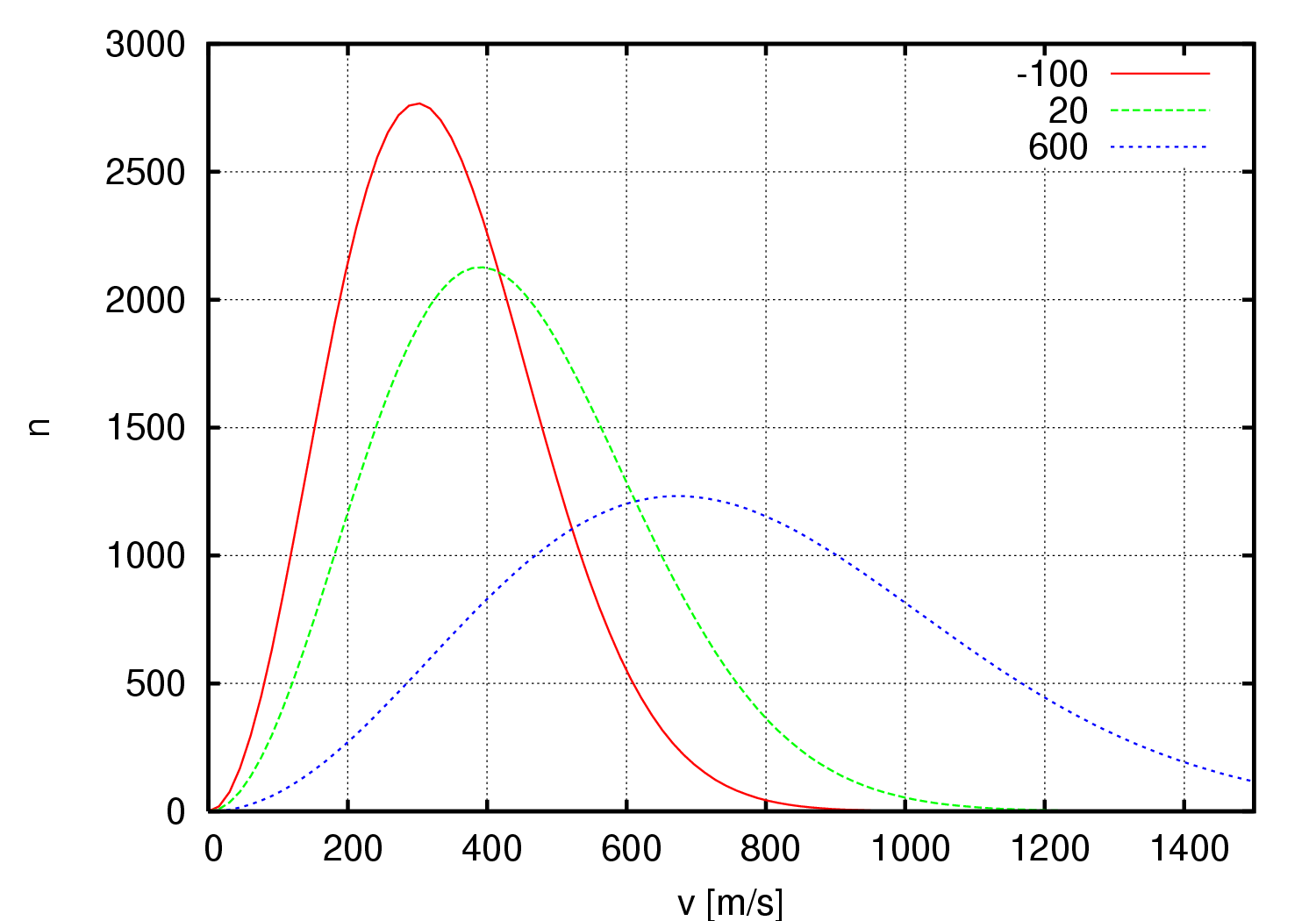
Distribució de Maxwell-Boltzmann

Matemàticament la distribució de Boltzman és la distribució d'una variable aleatòria escalar {\displaystyle X={\sqrt {x_{1}^{2}+x_{2}^{2}+X_{3}^{2}}}} combinació de tres variables aleatòries {\displaystyle X_{i}} cadascuna de les quals es distribueix segons una distribució normal {\displaystyle X\sim N(0,a^{2})\,}.
Físicament el mòdul de la velocitat d'una molècula {\displaystyle V\,} és igual a l'arrel dc la suma quadrats de les velocitats coordenades de la partícula {\displaystyle v={\sqrt {V_{x}^{2}+V_{y}^{2}+V_{z}^{2}}}}, i com cada una d'elles segueixen distribucions quadratura de Gauss llavors {\displaystyle V\,} ha de seguir una distribució de Boltzmann explícitament:
{\displaystyle p(V)=4\pi \left({\frac {m}{2\pi kT}}\right)^{\frac {3}{2}}V^{2}e^{\frac {-mV^{2}}{2kT}}},